# Lobkowitzbrücke

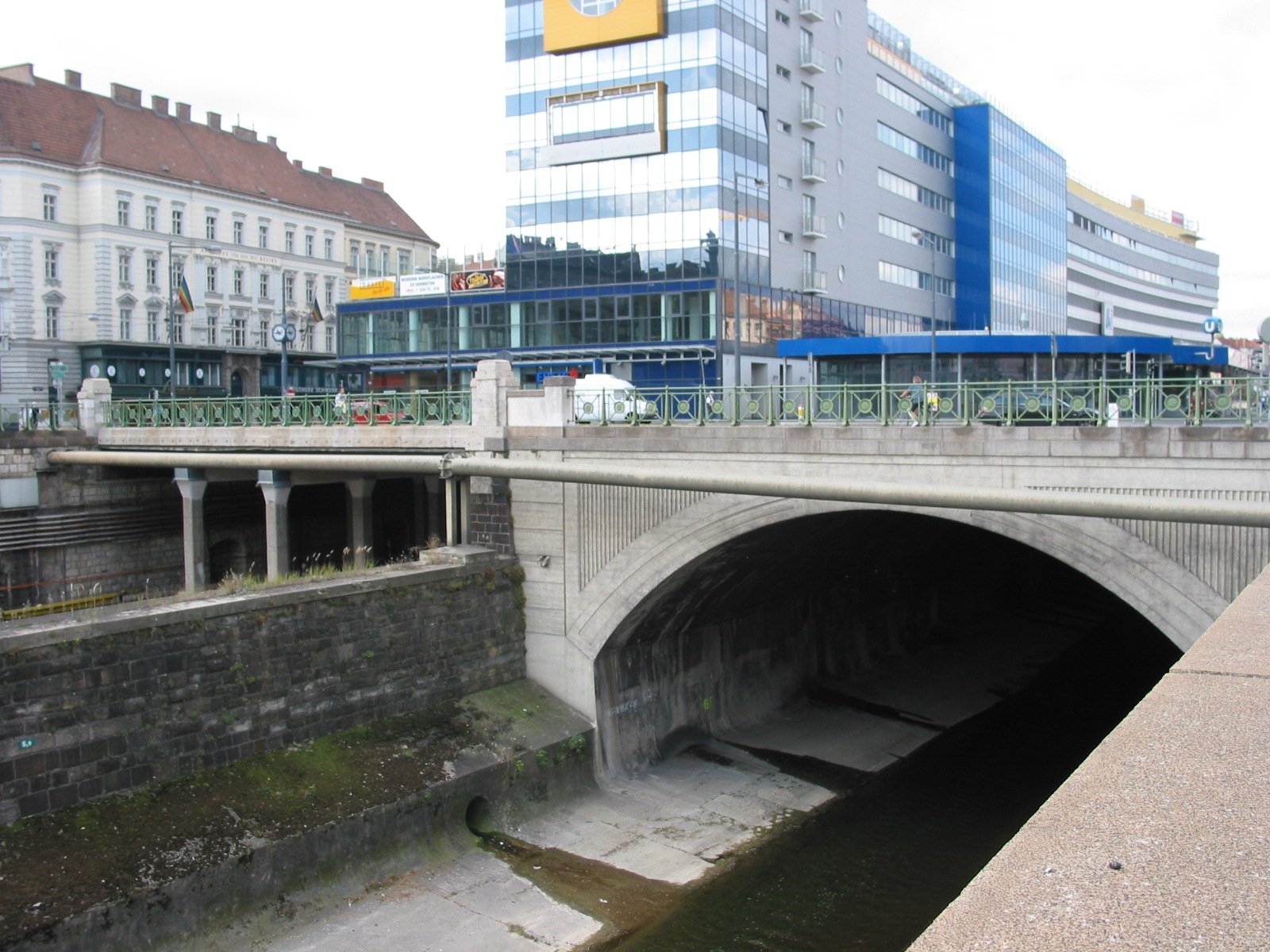
Die Lobkowitzbrücke in Wien

Die Lobkowitzbrücke ist eine Brücke über den Wienfluss und verbindet die beiden Wiener Gemeindebezirke Meidling und Rudolfsheim-Fünfhaus.

## Geschichte

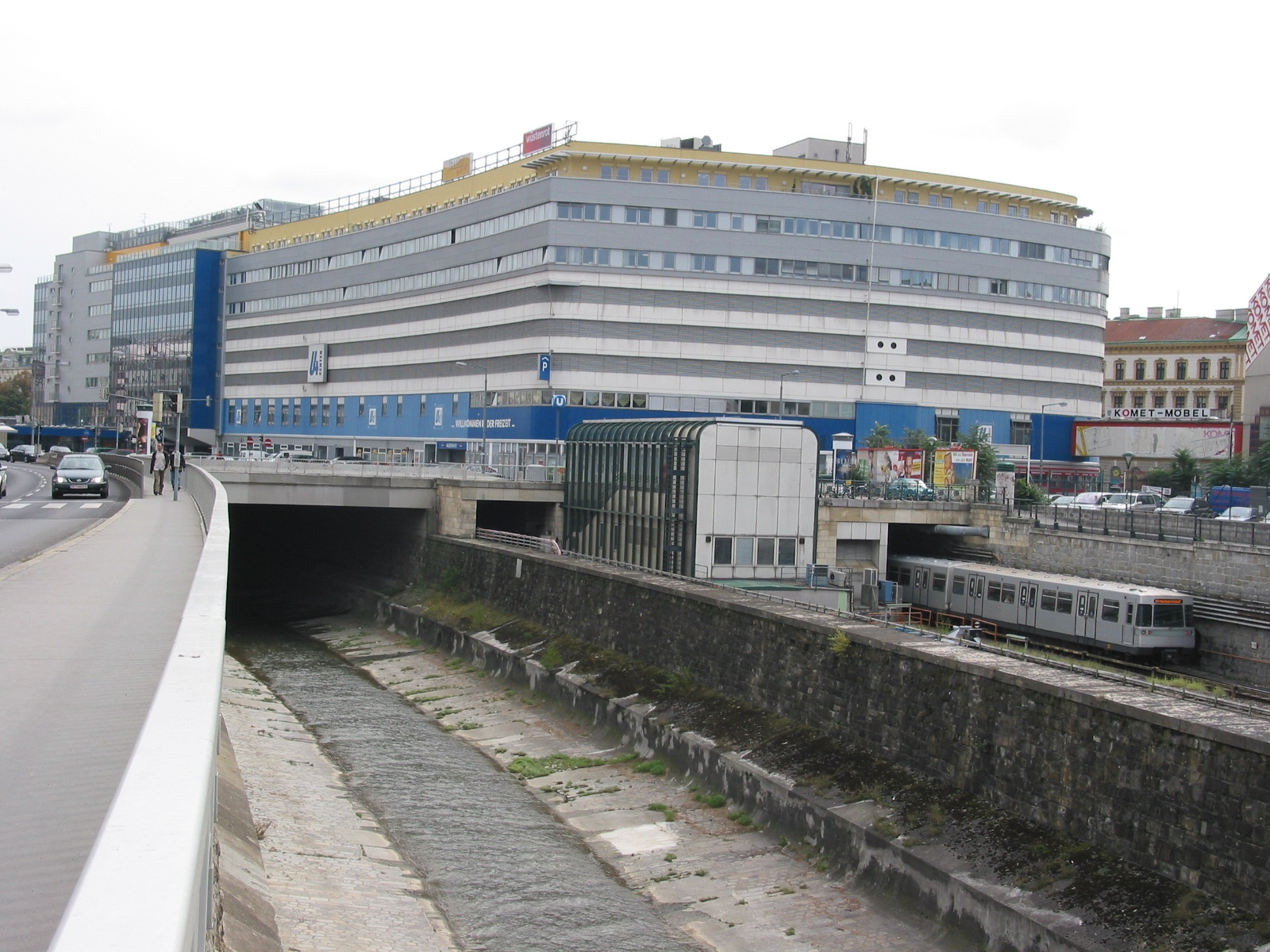
Die zum Verkehrsbauwerk verbreiterte Lobkowitzbrücke wird flussaufwärts von der Friedrich-Zawrel-Brücke abgeschlossen

An der Stelle der heutigen Lobkowitzbrücke diente einst eine Furt zur Überquerung des Wienflusses. Anfang des 19. Jahrhunderts existierten hier bereits eine Brücke und ein schmaler Steg. 1837 wurde eine Eisenbrücke errichtet, die von Fürst August Longin von Lobkowitz eingeweiht und nach ihm benannt wurde. Im Zuge der Regulierung des Wienflusses wurde diese Brücke 1898 abgerissen und durch eine neue ersetzt.
Die neue Lobkowitzbrücke war etwa 70 Meter breit und beherbergte ein Aufnahmegebäude der zur gleichen Zeit errichteten Wientallinie der Wiener Stadtbahn. Da die Bevölkerung die neue Brücke meist nur Meidlinger Brücke nannte, wurde die Stadtbahn-Station statt wie vorgesehen Lobkowitzbrücke nunmehr nach der nahegelegenen Meidlinger Hauptstraße Meidling Hauptstraße genannt. Doch auch dieser Stationsname wurde im Volksmund der Einfachheit halber zu Meidlinger Hauptstraße.
In den 1960er Jahren wurde der Verkehrsfluss in diesem Bereich neu konzipiert, was zu einem – von Protesten begleiteten – Abbruch der Otto-Wagner-Station führte. 1969 wurde die Lobkowitzbrücke um eine etwa 120 Meter breite Einwölbung erweitert, die von der ebenfalls 1969 neu errichteten Friedrich-Zawrel-Brücke (bis 2024 Fabriksbrücke) flussaufwärts abgeschlossen wird. Die durchgehende Einwölbung in diesem Abschnitt beträgt seither 195 Meter. 1980 wurde im Zuge der Umstellung der Wientallinie der Stadtbahn auf die U-Bahn-Linie U4 die U-Bahn-Station Meidling Hauptstraße errichtet, sowie in unmittelbarer Nähe das Einkaufszentrum U4-Parkshop und in dessen Keller die Diskothek U4. Die Brücke wird von Straßenverkehr und Fußgängern genutzt und ist Teil des Wiener Radwegnetzes.